# Editorial Nós

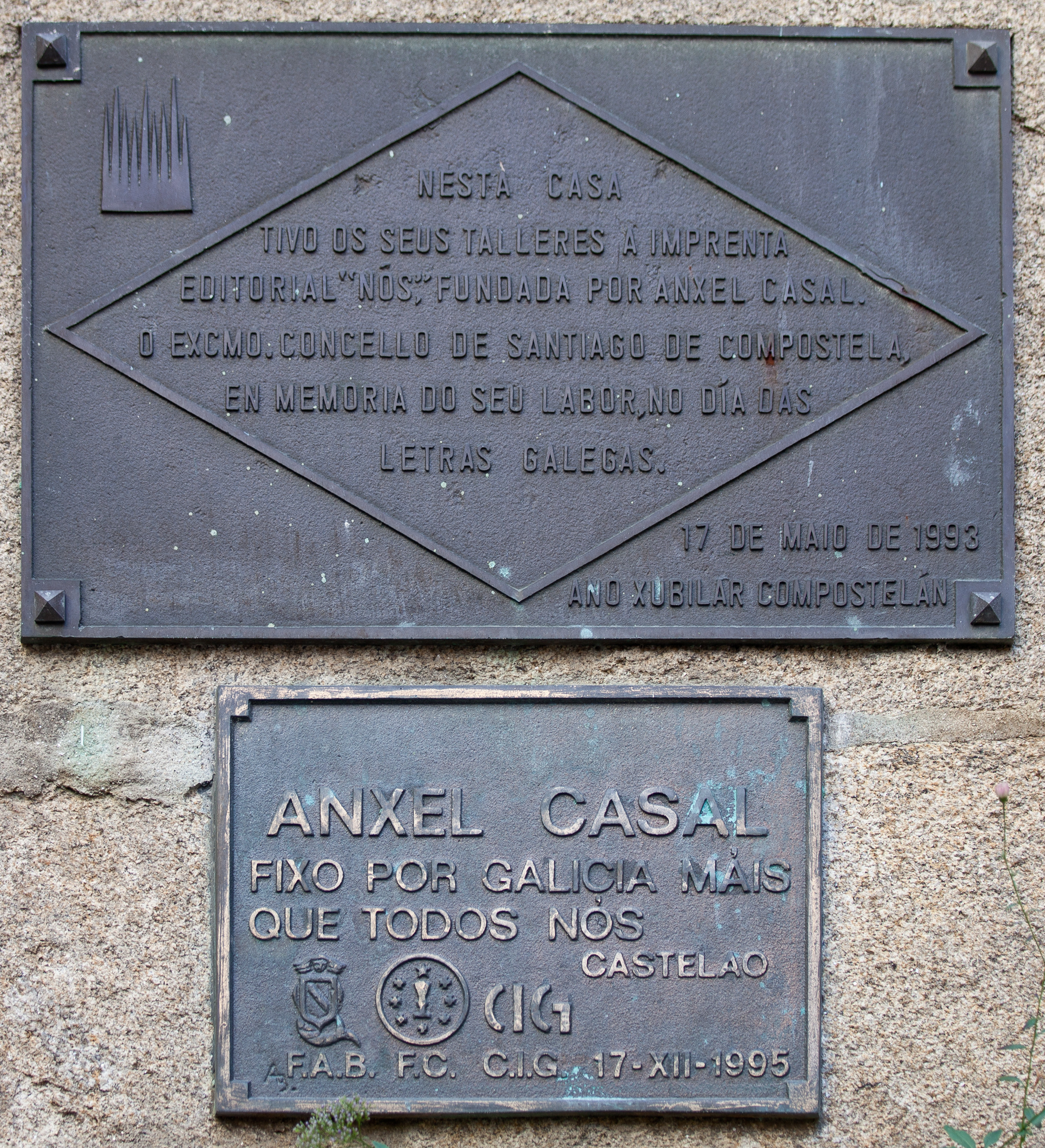
Placa en la casa donde estuvo la imprenta de la Editorial Nós en Santiago de Compostela.

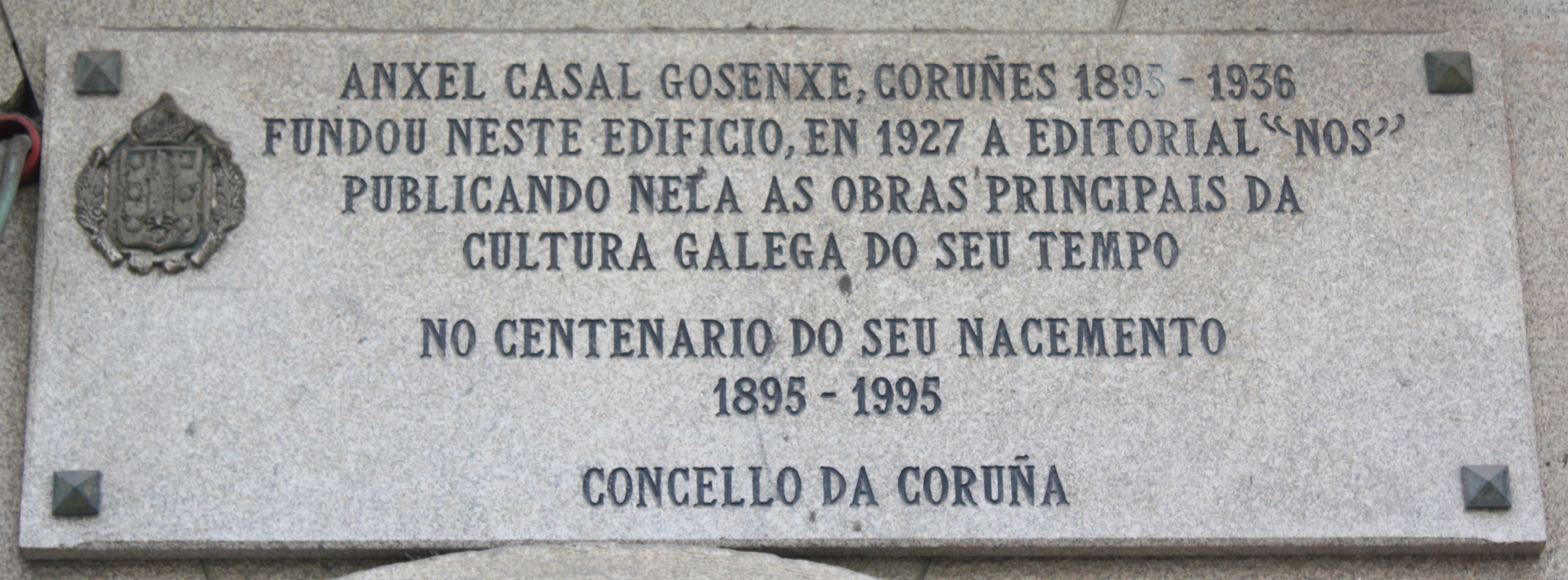
Placa en el edificio de la calle Real de La Coruña donde se fundó la Editorial Nós.

La Editorial Nós fue una casa editorial gallega creada en La Coruña en 1927. Fue fundada y dirigida por el político y escritor galleguista Ángel Casal. De su imprenta salieron A Nosa Terra y la revista Nós. Su nombre completo era "Nós, pubricacións galegas e imprenta".

## Historia
La revista Nós nació en Orense en 1920, pero a partir del número 16 comenzó a imprimirse en Pontevedra, aprovechando un menor coste. En noviembre de 1924, Ángel Casal, en colaboración con Leandro Carré Alvarellos, fundó la editorial Lar. Más tarde, se desvinculó de esa iniciativa para fundar en 1927 la Editorial Nós, donde finalmente tendría cabida la revista. El 25 de noviembre de 1927 publicó el primer título Historia sintética de Galicia de Ramón Villar Ponte. En 1930 fundó el periódico republicano El Momento que, por falla de apoyo, solo llegaría al número 14 y arrastraría casi a la quiebra a la editorial Nós.
La editorial pasó enseguida a ser el brazo editorial de las Irmandades da Fala, con la revista A Nosa Terra.